# Vuelta a España 2018
Vuelta a España 2018 – 73. edycja wyścigu kolarskiego Vuelta a España, rozgrywana była od 25 sierpnia do 16 września 2018 roku. Liczyła dwadzieścia jeden etapów o łącznym dystansie 3249 km. Wyścig zaliczany był do rankingu światowego UCI World Tour 2018.

## Uczestnicy
Na starcie wyścigu stanęły 22 ekipy. Wśród nich osiemnaście ekip UCI World Tour 2018 oraz cztery inne zaproszone przez organizatorów.
Lista drużyn uczestniczących w wyścigu:
| Numery  | Kod | Drużyna             |
| ------- | --- | ------------------- |
| 1-8     | TBM | Bahrain-Merida      |
| 11-18   | ALM | Ag2r-La Mondiale    |
| 21-28   | AST | Astana Pro Team     |
| 31-38   | BMC | BMC Racing Team     |
| 41-48   | BOH | Bora-Hansgrohe      |
| 51-58   | GFC | FDJ                 |
| 61-68   | LTS | Lotto Soudal        |
| 71-78   | MTS | Mitchelton-Scott    |
| 81-88   | MOV | Movistar Team       |
| 91-98   | QST | Quick-Step Floors   |
| 101-108 | DDD | Team Dimension Data |

| Numery  | Kod | Drużyna                                  |
| ------- | --- | ---------------------------------------- |
| 111-118 | EFD | EF Education First–Drapac p/b Cannondale |
| 121-128 | KAT | Team Katusha-Alpecin                     |
| 131-138 | TLJ | Team LottoNL-Jumbo                       |
| 141-148 | SKY | Team Sky                                 |
| 151-158 | SUN | Team Sunweb                              |
| 161-168 | TFS | Trek-Segafredo                           |
| 171-178 | UAD | UAE Team Emirates                        |
| 181-188 | BBH | Burgos BH                                |
| 191-198 | CJR | Caja Rural-Seguros RGA                   |
| 201-208 | COF | Cofidis                                  |
| 211-218 | EUS | Euskadi-Murias                           |

## Etapy
| Etap | Data        | Start – Meta                            | km            | Typ           | Zwycięzca etapu      | Lider              |
| ---- | ----------- | --------------------------------------- | ------------- | ------------- | -------------------- | ------------------ |
| 1    | 25 sierpnia | Malaga                                  | 8             | ITT           | Rohan Dennis         | Rohan Dennis       |
| 2    | 26 sierpnia | Marbella – Caminito del Rey             | 163,5         | Górzysty      | Alejandro Valverde   | Michał Kwiatkowski |
| 3    | 27 sierpnia | Mijas – Alhaurín de la Torre            | 178,2         | Górzysty      | Elia Viviani         | Michał Kwiatkowski |
| 4    | 28 sierpnia | Vélez-Málaga – Alfacar                  | 161,4         | Górski        | Ben King             | Michał Kwiatkowski |
| 5    | 29 sierpnia | Granada – Roquetas de Mar               | 188,7         | Pagórkowaty   | Simon Clarke         | Rudy Molard        |
| 6    | 30 sierpnia | Huércal-Overa – San Javier              | 155,7         | Płaski        | Nacer Bouhanni       | Rudy Molard        |
| 7    | 31 sierpnia | Puerto Lumbreras – Pozo Alcón           | 185,4         | Górzysty      | Tony Gallopin        | Rudy Molard        |
| 8    | 1 września  | Linares – Almadén                       | 195,1         | Górzysty      | Alejandro Valverde   | Rudy Molard        |
| 9    | 2 września  | Talavera de la Reina – La Covatilla     | 198,2         | Górski        | Ben King             | Simon Yates        |
|      | 3 września  | Salamanka                               | Dzień przerwy | Dzień przerwy | Dzień przerwy        | Dzień przerwy      |
| 10   | 4 września  | Salamanka – Fermoselle                  | 177           | Płaski        | Elia Viviani         | Simon Yates        |
| 11   | 5 września  | Mombuey – Ribeira Sacra\|Luíntra        | 207,8         | Pagórkowaty   | Alessandro De Marchi | Simon Yates        |
| 12   | 6 września  | Mondoñedo – Punta de Estaca de Bares    | 180,1         | Górzysty      | Alexandre Geniez     | Jesús Herrada      |
| 13   | 7 września  | Candás – La Camperona                   | 174,8         | Górski        | Óscar Rodríguez      | Jesús Herrada      |
| 14   | 8 września  | Cistierna – Las Praderas                | 169,2         | Górski        | Simon Yates          | Simon Yates        |
| 15   | 9 września  | Ribera de Arriba – Lagos de Covadonga   | 178,2         | Górski        | Thibaut Pinot        | Simon Yates        |
|      | 10 września | Santander                               | Dzień przerwy | Dzień przerwy | Dzień przerwy        | Dzień przerwy      |
| 16   | 11 września | Santillana del Mar – Torrelavega        | 32            | ITT           | Rohan Dennis         | Simon Yates        |
| 17   | 12 września | Getxo – Balcon de Bizkaia               | 157           | Górski        | Michael Woods        | Simon Yates        |
| 18   | 13 września | Ejea de los Caballeros – Lleida         | 186,1         | Płaski        | Jelle Wallays        | Simon Yates        |
| 19   | 14 września | Lleida – Naturalandia                   | 154,4         | Górski        | Thibaut Pinot        | Simon Yates        |
| 20   | 15 września | Escaldes-Engordany – Coll de la Gallina | 97,3          | Górski        | Enric Mas            | Simon Yates        |
| 21   | 16 września | Alcorcón – Madryt                       | 100,9         | Płaski        | Elia Viviani         | Simon Yates        |

### Etap 1 – 25.08: Malaga, 8 km (ITT)
| #   | Zawodnik           | Zespół | Czas   |
| --- | ------------------ | ------ | ------ |
| 1.  | Rohan Dennis       | BMC    | 9' 39" |
| 2.  | Michał Kwiatkowski | SKY    | + 6"   |
| 3.  | Victor Campenaerts | LTS    | + 7"   |
|     |                    |        |        |
| 41. | Rafał Majka        | BOH    | + 34"  |

| #   | Zawodnik           | Zespół | Czas   |
| --- | ------------------ | ------ | ------ |
| 1.  | Rohan Dennis       | BMC    | 9' 39" |
| 2.  | Michał Kwiatkowski | SKY    | + 6"   |
| 3.  | Victor Campenaerts | LTS    | + 7"   |
|     |                    |        |        |
| 41. | Rafał Majka        | BOH    | + 34"  |

### Etap 2 – 26.08: Marbella – Caminito del Rey, 163,5 km
| #   | Zawodnik           | Zespół | Czas       |
| --- | ------------------ | ------ | ---------- |
| 1.  | Alejandro Valverde | MOV    | 4h 13' 01" |
| 2.  | Michał Kwiatkowski | SKY    | + 0"       |
| 3.  | Laurens De Plus    | QST    | + 3"       |
|     |                    |        |            |
| 20. | Rafał Majka        | BOH    | + 8"       |

| #   | Zawodnik           | Zespół | Czas       |
| --- | ------------------ | ------ | ---------- |
| 1.  | Michał Kwiatkowski | SKY    | 4h 22' 40" |
| 2.  | Alejandro Valverde | MOV    | + 14"      |
| 3.  | Wilco Kelderman    | SUN    | + 25"      |
|     |                    |        |            |
| 14. | Rafał Majka        | BOH    | + 42"      |

### Etap 3 – 27.08: Mijas – Alhaurín de la Torre, 178,2 km
| #   | Zawodnik           | Zespół | Czas       |
| --- | ------------------ | ------ | ---------- |
| 1.  | Elia Viviani       | QST    | 4h 48' 12" |
| 2.  | Giacomo Nizzolo    | TFS    | + 0"       |
| 3.  | Peter Sagan        | BOH    | + 0"       |
|     |                    |        |            |
| 13. | Michał Kwiatkowski | SKY    | + 0"       |
| 23. | Rafał Majka        | BOH    | + 0"       |

| #   | Zawodnik           | Zespół | Czas       |
| --- | ------------------ | ------ | ---------- |
| 1.  | Michał Kwiatkowski | SKY    | 8h 53' 44" |
| 2.  | Alejandro Valverde | MOV    | + 14"      |
| 3.  | Wilco Kelderman    | SUN    | + 25"      |
|     |                    |        |            |
| 14. | Rafał Majka        | BOH    | + 42"      |

### Etap 4 – 28.08: Vélez-Málaga – Alfacar, 161,4 km
| #   | Zawodnik           | Zespół | Czas       |
| --- | ------------------ | ------ | ---------- |
| 1.  | Ben King           | DDD    | 4h 33' 12" |
| 2.  | Nikita Stalnov     | AST    | + 2"       |
| 3.  | Pierre Rolland     | EFD    | + 13"      |
|     |                    |        |            |
| 13. | Michał Kwiatkowski | SKY    | + 3' 15"   |
| 25. | Rafał Majka        | BOH    | + 3' 15"   |

| #   | Zawodnik           | Zespół | Czas        |
| --- | ------------------ | ------ | ----------- |
| 1.  | Michał Kwiatkowski | SKY    | 13h 47' 19" |
| 2.  | Emanuel Buchmann   | BOH    | + 7"        |
| 3.  | Simon Yates        | MTS    | + 10"       |
|     |                    |        |             |
| 11. | Rafał Majka        | BOH    | + 42"       |

### Etap 5 – 29.08: Granada – Roquetas de Mar, 188,7 km
| #   | Zawodnik             | Zespół | Czas      |
| --- | -------------------- | ------ | --------- |
| 1.  | Simon Clarke         | EFD    | 4h 36' 7" |
| 2.  | Bauke Mollema        | TFS    | + 0"      |
| 3.  | Alessandro De Marchi | BMC    | + 0"      |
|     |                      |        |           |
| 23. | Michał Kwiatkowski   | SKY    | + 4' 55"  |
| 31. | Rafał Majka          | BOH    | + 4' 55"  |

| #   | Zawodnik           | Zespół | Czas        |
| --- | ------------------ | ------ | ----------- |
| 1.  | Rudy Molard        | GFC    | 18h 27' 40" |
| 2.  | Michał Kwiatkowski | SKY    | + 41"       |
| 3.  | Emanuel Buchmann   | BOH    | + 48"       |
|     |                    |        |             |
| 12. | Rafał Majka        | BOH    | + 1' 23"    |

### Etap 6 – 30.08: Huércal-Overa – San Javier, 155,7 km
| #    | Zawodnik           | Zespół | Czas       |
| ---- | ------------------ | ------ | ---------- |
| 1.   | Nacer Bouhanni     | EFD    | 3h 58' 35" |
| 2.   | Danny van Poppel   | TLJ    | + 0"       |
| 3.   | Elia Viviani       | QST    | + 0"       |
|      |                    |        |            |
| 14.  | Michał Kwiatkowski | SKY    | + 0"       |
| 101. | Rafał Majka        | BOH    | + 3' 05"   |

| #   | Zawodnik           | Zespół | Czas        |
| --- | ------------------ | ------ | ----------- |
| 1.  | Rudy Molard        | GFC    | 22h 26' 15" |
| 2.  | Michał Kwiatkowski | SKY    | + 41"       |
| 3.  | Emanuel Buchmann   | BOH    | + 48"       |
|     |                    |        |             |
| 23. | Rafał Majka        | BOH    | + 4' 28"    |

### Etap 7 – 31.08: Puerto Lumbreras – Pozo Alcón, 185,4 km
| #   | Zawodnik           | Zespół | Czas       |
| --- | ------------------ | ------ | ---------- |
| 1.  | Tony Gallopin      | ALM    | 4h 18' 20" |
| 2.  | Peter Sagan        | BOH    | + 5"       |
| 3.  | Alejandro Valverde | MOV    | + 5"       |
|     |                    |        |            |
| 29. | Rafał Majka        | BOH    | + 5"       |
| 36. | Michał Kwiatkowski | SKY    | + 30"      |

| #   | Zawodnik           | Zespół | Czas        |
| --- | ------------------ | ------ | ----------- |
| 1.  | Rudy Molard        | GFC    | 26h 44' 40" |
| 2.  | Alejandro Valverde | MOV    | + 47"       |
| 3.  | Emanuel Buchmann   | BOH    | + 48"       |
|     |                    |        |             |
| 6.  | Michał Kwiatkowski | SKY    | + 1' 06"    |
| 21. | Rafał Majka        | BOH    | + 4' 28"    |

### Etap 8 – 01.09: Linares – Almadén, 195,1 km
| #   | Zawodnik           | Zespół | Czas       |
| --- | ------------------ | ------ | ---------- |
| 1.  | Alejandro Valverde | MOV    | 4h 35' 54" |
| 2.  | Peter Sagan        | BOH    | + 0"       |
| 3.  | Danny van Poppel   | TLJ    | + 0"       |
|     |                    |        |            |
| 14. | Michał Kwiatkowski | SKY    | + 0"       |
| 24. | Rafał Majka        | BOH    | + 0"       |

| #   | Zawodnik           | Zespół | Czas        |
| --- | ------------------ | ------ | ----------- |
| 1.  | Rudy Molard        | GFC    | 31h 20' 34" |
| 2.  | Alejandro Valverde | MOV    | + 37"       |
| 3.  | Emanuel Buchmann   | BOH    | + 48"       |
|     |                    |        |             |
| 6.  | Michał Kwiatkowski | SKY    | + 1' 06"    |
| 21. | Rafał Majka        | BOH    | + 4' 28"    |

### Etap 9 – 02.09: Talavera de la Reina – La Covatilla, 198,2 km
| #   | Zawodnik           | Zespół | Czas       |
| --- | ------------------ | ------ | ---------- |
| 1.  | Ben King           | DDD    | 5h 30' 38" |
| 2.  | Bauke Mollema      | TFS    | + 48"      |
| 3.  | Dylan Teuns        | BMC    | + 2' 38"   |
|     |                    |        |            |
| 25. | Michał Kwiatkowski | SKY    | + 4' 44"   |
| 32. | Rafał Majka        | BOH    | + 4' 56"   |

| #   | Zawodnik           | Zespół | Czas        |
| --- | ------------------ | ------ | ----------- |
| 1.  | Simon Yates        | MTS    | 36h 54' 52" |
| 2.  | Alejandro Valverde | MOV    | + 1"        |
| 3.  | Nairo Quintana     | MOV    | + 14"       |
|     |                    |        |             |
| 15. | Michał Kwiatkowski | SKY    | + 2' 10"    |
| 23. | Rafał Majka        | BOH    | + 5' 44"    |

### Etap 10 – 04.09: Salamanka – Fermoselle, 177 km
| #    | Zawodnik           | Zespół | Czas       |
| ---- | ------------------ | ------ | ---------- |
| 1.   | Elia Viviani       | QST    | 4h 08' 08" |
| 2.   | Peter Sagan        | BOH    | + 0"       |
| 3.   | Giacomo Nizzolo    | TFS    | + 0"       |
|      |                    |        |            |
| 47.  | Michał Kwiatkowski | SKY    | + 0"       |
| 114. | Rafał Majka        | BOH    | + 0"       |

| #   | Zawodnik           | Zespół | Czas        |
| --- | ------------------ | ------ | ----------- |
| 1.  | Simon Yates        | MTS    | 41h 03' 00" |
| 2.  | Alejandro Valverde | MOV    | + 1"        |
| 3.  | Nairo Quintana     | MOV    | + 14"       |
|     |                    |        |             |
| 15. | Michał Kwiatkowski | SKY    | + 2' 10"    |
| 23. | Rafał Majka        | BOH    | + 5' 44"    |

### Etap 11 – 05.09: Mombuey – Ribeira Sacra|Luíntra, 207,8 km
| #   | Zawodnik             | Zespół | Czas       |
| --- | -------------------- | ------ | ---------- |
| 1.  | Alessandro De Marchi | BMC    | 4h 52' 38" |
| 2.  | Jhonatan Restrepo    | TKA    | + 28"      |
| 3.  | Franco Pellizotti    | TBM    | + 59"      |
|     |                      |        |            |
| 7.  | Rafał Majka          | BOH    | + 1' 46"   |
| 26. | Michał Kwiatkowski   | SKY    | + 2' 02"   |

| #   | Zawodnik           | Zespół | Czas        |
| --- | ------------------ | ------ | ----------- |
| 1.  | Simon Yates        | MTS    | 45h 57' 40" |
| 2.  | Alejandro Valverde | MOV    | + 1"        |
| 3.  | Nairo Quintana     | MOV    | + 14"       |
|     |                    |        |             |
| 15. | Michał Kwiatkowski | SKY    | + 2' 10"    |
| 21. | Rafał Majka        | BOH    | + 5' 28"    |

### Etap 12 – 06.09: Mondoñedo – Punta de Estaca de Bares, 180,1 km
| #   | Zawodnik           | Zespół | Czas       |
| --- | ------------------ | ------ | ---------- |
| 1.  | Alexandre Geniez   | ALM    | 4h 22' 59" |
| 2.  | Dylan van Baarle   | SKY    | + 0"       |
| 3.  | Mark Padun         | TBM    | + 0"       |
|     |                    |        |            |
| 36. | Michał Kwiatkowski | SKY    | + 11' 39"  |
| 44. | Rafał Majka        | BOH    | + 11' 39"  |

| #   | Zawodnik           | Zespół | Czas        |
| --- | ------------------ | ------ | ----------- |
| 1.  | Jesús Herrada      | COF    | 50h 28' 56" |
| 2.  | Simon Yates        | MTS    | + 3' 22"    |
| 3.  | Alejandro Valverde | MOV    | + 3' 23"    |
|     |                    |        |             |
| 17. | Michał Kwiatkowski | SKY    | + 5' 32"    |
| 24. | Rafał Majka        | BOH    | + 8' 50"    |

### Etap 13 – 07.09: Candás – La Camperona, 174,8 km
| #   | Zawodnik           | Zespół | Czas       |
| --- | ------------------ | ------ | ---------- |
| 1.  | Óscar Rodríguez    | EUS    | 4h 17' 05" |
| 2.  | Rafał Majka        | BOH    | + 19"      |
| 3.  | Dylan Teuns        | BMC    | + 30"      |
|     |                    |        |            |
| 40. | Michał Kwiatkowski | SKY    | + 3' 48"   |

| #   | Zawodnik           | Zespół | Czas        |
| --- | ------------------ | ------ | ----------- |
| 1.  | Jesús Herrada      | COF    | 54h 50' 19" |
| 2.  | Simon Yates        | MTS    | + 1' 42"    |
| 3.  | Alejandro Valverde | MOV    | + 1' 50"    |
|     |                    |        |             |
| 18. | Rafał Majka        | BOH    | + 4' 45"    |
| 19. | Michał Kwiatkowski | SKY    | + 5' 02"    |

### Etap 14 – 08.09: Cistierna – Las Praderas, 169,2 km
| #   | Zawodnik           | Zespół | Czas       |
| --- | ------------------ | ------ | ---------- |
| 1.  | Simon Yates        | MTS    | 4h 19' 27" |
| 2.  | Miguel Ángel López | AST    | + 2"       |
| 3.  | Alejandro Valverde | MOV    | + 2"       |
|     |                    |        |            |
| 21. | Rafał Majka        | BOH    | + 4' 33"   |
| 30. | Michał Kwiatkowski | SKY    | + 6' 00"   |

| #   | Zawodnik           | Zespół | Czas        |
| --- | ------------------ | ------ | ----------- |
| 1.  | Simon Yates        | MTS    | 59h 11' 18" |
| 2.  | Alejandro Valverde | MOV    | + 20"       |
| 3.  | Nairo Quintana     | MOV    | + 25"       |
|     |                    |        |             |
| 18. | Rafał Majka        | BOH    | + 7' 46"    |
| 20. | Michał Kwiatkowski | SKY    | + 9' 27"    |

### Etap 15 – 09.09: Ribera de Arriba – Lagos de Covadonga, 178,2 km
| #   | Zawodnik           | Zespół | Czas       |
| --- | ------------------ | ------ | ---------- |
| 1.  | Thibaut Pinot      | GFC    | 5h 01' 49" |
| 2.  | Miguel Ángel López | AST    | + 28"      |
| 3.  | Simon Yates        | MTS    | + 30"      |
|     |                    |        |            |
| 16. | Rafał Majka        | BOH    | + 4' 01"   |
| 73. | Michał Kwiatkowski | SKY    | + 23' 11"  |

| #   | Zawodnik           | Zespół | Czas        |
| --- | ------------------ | ------ | ----------- |
| 1.  | Simon Yates        | MTS    | 64h 13' 33" |
| 2.  | Alejandro Valverde | MOV    | + 26"       |
| 3.  | Nairo Quintana     | MOV    | + 33"       |
|     |                    |        |             |
| 16. | Rafał Majka        | BOH    | + 11' 21"   |
| 26. | Michał Kwiatkowski | SKY    | + 32' 12"   |

### Etap 16 – 11.09: 	Santillana del Mar – Torrelavega, 32 km
| #   | Zawodnik             | Zespół | Czas     |
| --- | -------------------- | ------ | -------- |
| 1.  | Rohan Dennis         | BMC    | 37' 57"  |
| 2.  | Joseph Rosskopf      | BMC    | + 50"    |
| 3.  | Jonathan Castroviejo | SKY    | + 50"    |
|     |                      |        |          |
| 5.  | Michał Kwiatkowski   | SKY    | + 51"    |
| 47. | Rafał Majka          | BOH    | + 3' 09" |

| #   | Zawodnik           | Zespół | Czas        |
| --- | ------------------ | ------ | ----------- |
| 1.  | Simon Yates        | MTS    | 64h 52' 58" |
| 2.  | Alejandro Valverde | MOV    | + 33"       |
| 3.  | Steven Kruijswijk  | TLJ    | + 52"       |
|     |                    |        |             |
| 17. | Rafał Majka        | BOH    | + 13' 02"   |
| 25. | Michał Kwiatkowski | SKY    | + 31' 35"   |

### Etap 17 – 12.09: 	Getxo – Balcon de Bizkaia, 157 km
| #    | Zawodnik           | Zespół | Czas       |
| ---- | ------------------ | ------ | ---------- |
| 1.   | Michael Woods      | EFD    | 4h 09' 48" |
| 2.   | Dylan Teuns        | BMC    | + 5"       |
| 3.   | David de la Cruz   | SKY    | + 10"      |
|      |                    |        |            |
| 4.   | Rafał Majka        | BOH    | + 13"      |
| 130. | Michał Kwiatkowski | SKY    | + 24' 03"  |

| #   | Zawodnik           | Zespół | Czas        |
| --- | ------------------ | ------ | ----------- |
| 1.  | Simon Yates        | MTS    | 69h 05' 34" |
| 2.  | Alejandro Valverde | MOV    | + 25"       |
| 3.  | Enric Mas          | QST    | + 1' 22"    |
|     |                    |        |             |
| 14. | Rafał Majka        | BOH    | + 10' 27"   |
| 33. | Michał Kwiatkowski | SKY    | + 52' 50"   |

### Etap 18 – 13.09: Ejea de los Caballeros – Lleida, 186,1 km
| #    | Zawodnik           | Zespół | Czas       |
| ---- | ------------------ | ------ | ---------- |
| 1.   | Jelle Wallays      | LTS    | 3h 57' 03" |
| 2.   | Sven Erik Bystrøm  | UAD    | + 0"       |
| 3.   | Peter Sagan        | BOH    | + 0"       |
|      |                    |        |            |
| 24.  | Rafał Majka        | BOH    | + 0"       |
| 125. | Michał Kwiatkowski | SKY    | + 3' 06"   |

| #   | Zawodnik           | Zespół | Czas        |
| --- | ------------------ | ------ | ----------- |
| 1.  | Simon Yates        | MTS    | 73h 02' 37" |
| 2.  | Alejandro Valverde | MOV    | + 25"       |
| 3.  | Enric Mas          | QST    | + 1' 22"    |
|     |                    |        |             |
| 14. | Rafał Majka        | BOH    | + 10' 27"   |
| 32. | Michał Kwiatkowski | SKY    | + 55' 56"   |

### Etap 19 – 14.09: Lleida – Naturalandia, 154,4 km
| #    | Zawodnik           | Zespół | Czas       |
| ---- | ------------------ | ------ | ---------- |
| 1.   | Thibaut Pinot      | GFC    | 3h 42' 05" |
| 2.   | Simon Yates        | MTS    | + 05"      |
| 3.   | Steven Kruijswijk  | TLJ    | + 13"      |
|      |                    |        |            |
| 11.  | Rafał Majka        | BOH    | + 2' 20"   |
| 130. | Michał Kwiatkowski | SKY    | + 25' 59"  |

| #   | Zawodnik           | Zespół | Czas         |
| --- | ------------------ | ------ | ------------ |
| 1.  | Simon Yates        | MTS    | 76h 44' 41"  |
| 2.  | Alejandro Valverde | MOV    | + 1' 38"     |
| 3.  | Steven Kruijswijk  | TLJ    | + 1' 58"     |
|     |                    |        |              |
| 13. | Rafał Majka        | BOH    | + 12' 48"    |
| 40. | Michał Kwiatkowski | SKY    | + 1h 21' 56" |

### Etap 20 – 15.09:  Escaldes-Engordany – Coll de la Gallina, 97,3 km
| #   | Zawodnik           | Zespół | Czas       |
| --- | ------------------ | ------ | ---------- |
| 1.  | Enric Mas          | QST    | 2h 59' 30" |
| 2.  | Miguel Ángel López | AST    | + 0"       |
| 3.  | Simon Yates        | MTS    | + 23"      |
|     |                    |        |            |
| 17. | Rafał Majka        | BOH    | + 5' 31"   |
| 70. | Michał Kwiatkowski | SKY    | + 21' 18"  |

| #   | Zawodnik           | Zespół | Czas         |
| --- | ------------------ | ------ | ------------ |
| 1.  | Simon Yates        | MTS    | 79h 44' 30"  |
| 2.  | Enric Mas          | QST    | + 1' 46"     |
| 3.  | Miguel Ángel López | AST    | + 2' 04"     |
|     |                    |        |              |
| 13. | Rafał Majka        | BOH    | + 17' 57"    |
| 41. | Michał Kwiatkowski | SKY    | + 1h 42' 55" |

### Etap 21 – 16.09:  Alcorcón – Madryt, 100,9 km
| #    | Zawodnik           | Zespół | Czas       |
| ---- | ------------------ | ------ | ---------- |
| 1.   | Elia Viviani       | QST    | 2h 21' 28" |
| 2.   | Peter Sagan        | BOH    | + 0"       |
| 3.   | Giacomo Nizzolo    | TFS    | + 0"       |
|      |                    |        |            |
| 87.  | Rafał Majka        | BOH    | + 0"       |
| 139. | Michał Kwiatkowski | SKY    | + 54"      |

| #   | Zawodnik           | Zespół | Czas         |
| --- | ------------------ | ------ | ------------ |
| 1.  | Simon Yates        | MTS    | 82h 05' 58"  |
| 2.  | Enric Mas          | QST    | + 1' 46"     |
| 3.  | Miguel Ángel López | AST    | + 2' 04"     |
|     |                    |        |              |
| 13. | Rafał Majka        | BOH    | + 17' 57"    |
| 43. | Michał Kwiatkowski | SKY    | + 1h 43' 49" |

## Posiadacze koszulek po poszczególnych etapach
| Etap                 | Zwycięzca            | Klasyfikacja Generalna | Klasyfikacja Punktowa | Klasyfikacja Górska | Klasyfikacja Kombinowana | Klasyfikacja Drużynowa | Klasyfikacja Najaktywniejszych |
| -------------------- | -------------------- | ---------------------- | --------------------- | ------------------- | ------------------------ | ---------------------- | ------------------------------ |
| 1                    | Rohan Dennis         | Rohan Dennis           | Rohan Dennis          | –                   | Rohan Dennis             | BMC Racing Team        | –                              |
| 2                    | Alejandro Valverde   | Michał Kwiatkowski     | Michał Kwiatkowski    | Luis Ángel Maté     | Michał Kwiatkowski       | Team Sky               | Luis Ángel Maté                |
| 3                    | Elia Viviani         | Michał Kwiatkowski     | Michał Kwiatkowski    | Luis Ángel Maté     | Michał Kwiatkowski       | Team Sky               | Jordi Simón                    |
| 4                    | Ben King             | Michał Kwiatkowski     | Michał Kwiatkowski    | Luis Ángel Maté     | Michał Kwiatkowski       | Astana Pro Team        | Luis Ángel Maté                |
| 5                    | Simon Clarke         | Rudy Molard            | Michał Kwiatkowski    | Luis Ángel Maté     | Alejandro Valverde       | Astana Pro Team        | Bauke Mollema                  |
| 6                    | Nacer Bouhanni       | Rudy Molard            | Michał Kwiatkowski    | Luis Ángel Maté     | Michał Kwiatkowski       | Astana Pro Team        | Luis Ángel Maté                |
| 7                    | Tony Gallopin        | Rudy Molard            | Alejandro Valverde    | Luis Ángel Maté     | Alejandro Valverde       | Astana Pro Team        | Alex Aranburu                  |
| 8                    | Alejandro Valverde   | Rudy Molard            | Alejandro Valverde    | Luis Ángel Maté     | Alejandro Valverde       | Astana Pro Team        | Jorge Cubero                   |
| 9                    | Ben King             | Simon Yates            | Alejandro Valverde    | Luis Ángel Maté     | Alejandro Valverde       | Team LottoNL-Jumbo     | Lluís Mas                      |
| 10                   | Elia Viviani         | Simon Yates            | Peter Sagan           | Luis Ángel Maté     | Alejandro Valverde       | Team LottoNL-Jumbo     | Jesús Ezquerra                 |
| 11                   | Alessandro De Marchi | Simon Yates            | Alejandro Valverde    | Luis Ángel Maté     | Alejandro Valverde       | Team LottoNL-Jumbo     | Bauke Mollema                  |
| 12                   | Alexandre Geniez     | Jesús Herrada          | Alejandro Valverde    | Luis Ángel Maté     | Alejandro Valverde       | Bahrain-Merida         | Thomas De Gendt                |
| 13                   | Óscar Rodríguez      | Jesús Herrada          | Alejandro Valverde    | Luis Ángel Maté     | Alejandro Valverde       | Bahrain-Merida         | Gorka Izagirre                 |
| 14                   | Simon Yates          | Simon Yates            | Alejandro Valverde    | Luis Ángel Maté     | Alejandro Valverde       | Bahrain-Merida         | Michał Kwiatkowski             |
| 15                   | Thibaut Pinot        | Simon Yates            | Alejandro Valverde    | Luis Ángel Maté     | Alejandro Valverde       | Bahrain-Merida         | Bauke Mollema                  |
| 16                   | Rohan Dennis         | Simon Yates            | Alejandro Valverde    | Luis Ángel Maté     | Alejandro Valverde       | Movistar Team          | –                              |
| 17                   | Michael Woods        | Simon Yates            | Alejandro Valverde    | Thomas De Gendt     | Alejandro Valverde       | Movistar Team          | Omar Fraile                    |
| 18                   | Jelle Wallays        | Simon Yates            | Alejandro Valverde    | Thomas De Gendt     | Alejandro Valverde       | Movistar Team          | Jetse Bol                      |
| 19                   | Thibaut Pinot        | Simon Yates            | Alejandro Valverde    | Thomas De Gendt     | Simon Yates              | Movistar Team          | Jonathan Castroviejo           |
| 20                   | Enric Mas            | Simon Yates            | Alejandro Valverde    | Thomas De Gendt     | Simon Yates              | Movistar Team          | Jesús Herrada                  |
| 21                   | Elia Viviani         | Simon Yates            | Alejandro Valverde    | Thomas De Gendt     | Simon Yates              | Movistar Team          | -                              |
| Klasyfikacja końcowa | Klasyfikacja końcowa | Simon Yates            | Alejandro Valverde    | Thomas De Gendt     | Simon Yates              | Movistar Team          | Bauke Mollema                  |

## Klasyfikacje końcowe

### Klasyfikacja generalna
| M-ce | Zawodnik           | Zespół                                   | Czas         |
| ---- | ------------------ | ---------------------------------------- | ------------ |
| 1.   | Simon Yates        | Mitchelton-Scott                         | 82h 05' 58"  |
| 2.   | Enric Mas          | Quick-Step Floors                        | + 1' 46"     |
| 3.   | Miguel Ángel López | Astana Pro Team                          | + 2' 04"     |
| 4.   | Steven Kruijswijk  | Team LottoNL-Jumbo                       | + 2' 54"     |
| 5.   | Alejandro Valverde | Movistar Team                            | + 4' 28"     |
| 6.   | Thibaut Pinot      | Groupama-FDJ                             | + 5' 57"     |
| 7.   | Rigoberto Urán     | EF Education First–Drapac p/b Cannondale | + 6' 07"     |
| 8.   | Nairo Quintana     | Movistar Team                            | + 6' 51"     |
| 9.   | Ion Izagirre       | Bahrain-Merida                           | + 11' 09"    |
| 10.  | Wilco Kelderman    | Team Sunweb                              | + 11' 11"    |
|      |                    |                                          |              |
| 13.  | Rafał Majka        | Bora-Hansgrohe                           | + 17' 57"    |
| 43.  | Michał Kwiatkowski | Team Sky                                 | + 1h 43' 49" |

| M-ce | Zawodnik           | Zespół             | Punkty |
| ---- | ------------------ | ------------------ | ------ |
| 1.   | Alejandro Valverde | Movistar Team      | 131    |
| 2.   | Peter Sagan        | Bora-Hansgrohe     | 119    |
| 3.   | Elia Viviani       | Quick-Step Floors  | 105    |
| 4.   | Simon Yates        | Mitchelton-Scott   | 104    |
| 5.   | Miguel Ángel López | Astana Pro Team    | 103    |
| 6.   | Thibaut Pinot      | Groupama-FDJ       | 95     |
| 7.   | Dylan Teuns        | BMC Racing Team    | 93     |
| 8.   | Steven Kruijswijk  | Team LottoNL-Jumbo | 80     |
| 9.   | Danny van Poppel   | Team LottoNL-Jumbo | 80     |
| 10.  | Giacomo Nizzolo    | Trek-Segafredo     | 76     |
|      |                    |                    |        |
| 15.  | Michał Kwiatkowski | Team Sky           | 66     |
| 20.  | Rafał Majka        | Bora-Hansgrohe     | 52     |

| M-ce | Zawodnik           | Zespół                                   | Punkty |
| ---- | ------------------ | ---------------------------------------- | ------ |
| 1.   | Thomas De Gendt    | Lotto Soudal                             | 95     |
| 2.   | Bauke Mollema      | Trek-Segafredo                           | 83     |
| 3.   | Luis Ángel Maté    | Cofidis, Solutions Crédits               | 64     |
| 4.   | Ben King           | Dimension Data                           | 56     |
| 5.   | Miguel Ángel López | Astana Pro Team                          | 45     |
| 6.   | Simon Yates        | Mitchelton-Scott                         | 38     |
| 7.   | Thibaut Pinot      | Groupama-FDJ                             | 36     |
| 8.   | Pierre Rolland     | EF Education First–Drapac p/b Cannondale | 31     |
| 9.   | Michael Woods      | EF Education First–Drapac p/b Cannondale | 21     |
| 10.  | Michał Kwiatkowski | Team Sky                                 | 20     |
|      |                    |                                          |        |
| 14.  | Rafał Majka        | Bora-Hansgrohe                           | 15     |

| M-ce | Zawodnik           | Zespół                                   | Punkty |
| ---- | ------------------ | ---------------------------------------- | ------ |
| 1.   | Simon Yates        | Mitchelton-Scott                         | 11     |
| 2.   | Miguel Ángel López | Astana Pro Team                          | 13     |
| 3.   | Alejandro Valverde | Movistar Team                            | 18     |
| 4.   | Thibaut Pinot      | Groupama-FDJ                             | 19     |
| 5.   | Enric Mas          | Quick-Step Floors                        | 29     |
| 6.   | Steven Kruijswijk  | Team LottoNL-Jumbo                       | 29     |
| 7.   | Ben King           | Dimension Data                           | 41     |
| 8.   | Rigoberto Urán     | EF Education First–Drapac p/b Cannondale | 45     |
| 9.   | Nairo Quintana     | Movistar Team                            | 47     |
| 10.  | Rafał Majka        | Bora-Hansgrohe                           | 47     |
|      |                    |                                          |        |
| 13.  | Michał Kwiatkowski | Team Sky                                 | 68     |

| M-ce | Zespół                                   | Czas         |
| ---- | ---------------------------------------- | ------------ |
| 1.   | Movistar Team                            | 246h 50' 04" |
| 2.   | Bahrain-Merida                           | + 45' 36"    |
| 3.   | Bora-Hansgrohe                           | + 47' 57"    |
| 4.   | Astana Pro Team                          | + 48' 10"    |
| 5.   | EF Education First–Drapac p/b Cannondale | + 58' 49"    |
| 6.   | Mitchelton-Scott                         | + 1h 27' 43" |
| 7.   | Team Dimension Data                      | + 1h 31' 01" |
| 8.   | Ag2r-La Mondiale                         | + 1h 37' 13" |
| 9.   | Team Sky                                 | + 1h 47' 43" |
| 10.  | Euskadi-Murias                           | + 1h 47' 50" |